# Yellow Submarine (альбом)
Yellow Submarine (с англ. — «Жёлтая подводная лодка») — одиннадцатый студийный альбом английской рок-группы The Beatles, выпущенный 13 января 1969 года. Это саундтрек к одноимённому анимационному фильму, премьера которого состоялась в Лондоне в июле 1968 года. Альбом содержит шесть песен The Beatles, включая четыре новые песни и ранее выпущенные «Yellow Submarine» и «All You Need Is Love». Остальная часть альбома представляет собой перезапись отрывков из оркестрового саундтрека фильма продюсером группы Джорджем Мартином.
Проект рассматривался как договорное обязательство The Beatles, которым было предложено предоставить четыре новые песни для фильма. Некоторые из них были написаны и записаны специально для саундтрека, в то время как другие были неизданными треками из других проектов. Альбом был записан до — и выпущен через два месяца — одноимённого двойного LP группы (также известного как «Белый альбом») и не рассматривался группой как значительный релиз. EP, содержащий только новые песни, рассматривался и был отмастерен, но остался неизданным. Оригинальные мономиксы были позже включены в сборник Mono Masters 2009 года.
Альбом Yellow Submarine достиг топ-5 в Великобритании и США. С тех пор он был встречен неоднозначно музыкальными критиками, некоторые из которых считают, что он не дотягивает до высокого стандарта, который обычно ассоциируется с творчеством Beatles. Другая версия альбома, Yellow Submarine Songtrack, была выпущена к 30-летию фильма. Она обходится без оркестровых произведений Джорджа Мартина и включает шесть песен Beatles из оригинального альбома, а также ещё девять песен, звучащих в фильме, все они были заново ремикшированы.
В 2016 году альбом Yellow Submarine занял 7-е место в опросе читателей журнала «Rolling Stone» «10 лучших альбомов, спродюсированных Джорджем Мартином».

## Об альбоме
Диск является звуковой дорожкой к одноимённому мультипликационному фильму.
Первая сторона представляет песни, записанные группой в 1966—68 гг. (две песни — «Yellow Submarine» и «All You Need Is Love» — к тому времени были хит-синглами) и изначально не планировавшиеся для использования в качестве звуковых дорожек.
Вторая сторона записана без участия «битлов» эстрадно-симфоническим оркестром под управлением Джорджа Мартина, написавшего инструментальные композиции специально для фильма.
Альбом появился в продаже в Великобритании 17 января 1969 года («Белый альбом» к этому моменту всё ещё занимал верхнюю строчку хит-парада), в то время как в США пластинка вышла четырьмя днями раньше.

## Неизданный мини-альбом
Выпуск мини-альбома был запланирован на март 1969 года, но был отложен из-за плохого приёма публикой.
Этот мини-альбом содержит пять песен с моно-микса, в том числе неизданная песня «Across the Universe» в качестве бонуса. Также были запланированы вести трек-листы: на первой стороне «Only a Northern Song», «Hey Bulldog» и «Across the Universe» (бонус-трек). На второй стороне «All Together Now» и «It’s All Too Much».
После отменённого выпуска мини-альбома, пять песен с неизданного моно-микса были включены в сборнике Mono Masters.

## Список композиций

### Первая сторона
Слова и музыка всех песен — Маккартни-Леннон, кроме «Only a Northern Song» and «It’s All Too Much», написанных Харрисоном.
| №  | Название | Основной вокал               | Длительность |
| -- | --- | ---------------------------- | ------------ |
| 1. | «Yellow Submarine» (до этого выпущена на сингле в 1966 году и на альбоме Revolver)                                  | Старр                        | 2:34         |
| 2. | «Only a Northern Song» (Джордж Харрисон)                                                                            | Харрисон                     | 3:24         |
| 3. | «All Together Now»                                                                                                  | Маккартни, вместе с Ленноном | 2:13         |
| 4. | «Hey Bulldog» | Леннон, вместе с Маккартни   | 3:14         |
| 5. | «It’s All Too Much» (Харрисон)                                                                                      | Харрисон                     | 6:25         |
| 6. | «All You Need Is Love» (до этого вышла на сингле в 1967 году и на американской версии альбома Magical Mystery Tour) | Леннон                       | 3:44         |

### Вторая сторона
Музыка всех песен написана Джорджем Мартином, за исключением отмеченных особо.
| №  | Название                                                                           | Длительность |
| -- | ---------------------------------------------------------------------------------- | ------------ |
| 1. | «Pepperland»                                                                       | 2:21         |
| 2. | «Sea of Time»                                                                      | 3:00         |
| 3. | «Sea of Holes»                                                                     | 2:17         |
| 4. | «Sea of Monsters»                                                                  | 3:37         |
| 5. | «March of the Meanies»                                                             | 2:22         |
| 6. | «Pepperland Laid Waste»                                                            | 2:19         |
| 7. | «Yellow Submarine in Pepperland» (Леннон — Маккартни, аранжировка Джорджа Мартина) | 2:13         |